# الحسك (ساة)
'

تعديل مصدري - تعديل

الحسك هي إحدى قرى عزلة ساه بمديرية ساة التابعة لمحافظة حضرموت، بلغ تعداد سكانها 415 نسمة حسب تعداد اليمن لعام 2004.